# Tres Ombúes
Tres Ombúes és un barri (barrio) del sud de Montevideo, Uruguai. Limita amb els barris de Villa del Cerro-La Paloma al sud, amb La Teja al sud-est, Paso de la Arena a l'oest, Nuevo París al nord i Belvedere al nord-est.

## Galeria

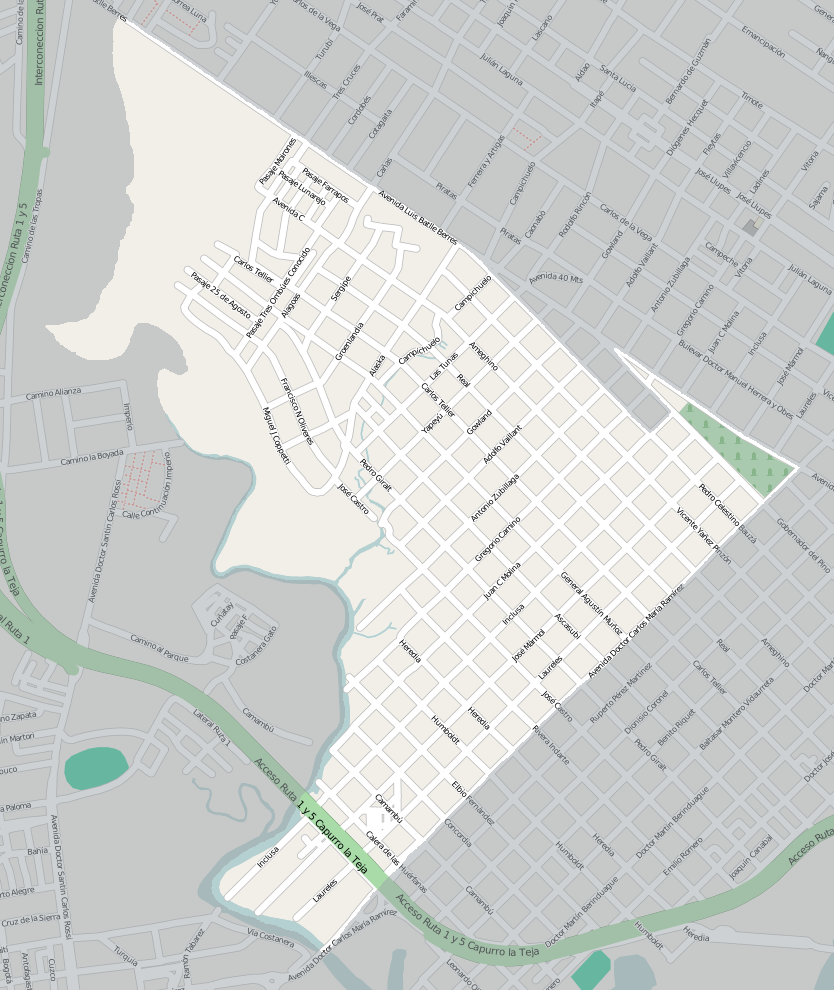
Mapa de Tres Ombúes-Pueblo Victoria.